# Droit des brevets en Chine
Cet article traite de différents aspects du droit des brevets en Chine.
Le droit des brevets en Chine est situé dans la catégorie dite des droits de propriété intellectuelle et plus précisément du droit de la propriété industrielle. Ce droit des brevets embrasse la protection d'inventions, de modèles, de dessins dans un objectif d'exploitation industrielle. Le brevet donne un droit exclusif d'exploiter son invention à l'inventeur ou son employé, avec obligation de publier l’invention, mais aussi acceptation de la tombée de l’invention dans le domaine public après expiration de la durée de protection. Durant la durée de protection, il sera question d'empêcher tout tiers d'utiliser, de reproduire, de vendre l'invention sans autorisation de la part du détenteur du droit de brevet. 
Le droit des brevets en Chine s'inscrit donc dans le contexte plus large du droit des affaires, en concernant dans la majorité des cas des entreprises et sociétés nécessitant de protéger leurs techniques de production et savoir-faire. La Chine étant un marché accueillant des entreprises et investissements étrangers, le dépôt de brevet en Chine par des entreprises étrangères est très fréquent.
Cet article tentera d'envisager de manière claire et concise les aspects majeurs du droit chinois des brevets. Alors que les conditions de brevetabilité sont très proches des conditions européennes et françaises (nouveauté, inventivité, application industrielle), il existe des différences non négligeables comme la nouveauté absolue apportée par la dernière réforme de la Loi sur les Brevets entrée en vigueur le 1er octobre 2008. La procédure de délivrance en Chine fait appel aux autorités compétentes nationales, ce qui la rend intéressante. En effet, la qualité d'État partie à la Convention de Paris ne lie pas ses membres quant à l'interprétation des conditions de brevetabilité. L'examen des demandes est donc propre à chaque État, ce qui est évident dans l'occurrence d'une demande nationale, mais qui l'est moins lors d'une demande à l'international ensuite étendue. Enfin, la Chine connaissant une activité contrefactrice importante, le droit des brevets y prend tout son sens.

## Récentes réformes du droit des brevets chinois
Depuis quelques années, la Chine déploie des efforts considérables afin d'assurer une meilleure protection des droits de propriété intellectuelle et dispose désormais d'une réglementation très complète en la matière. La dernière révision en date concernant la Loi sur les Brevets est entrée en vigueur le 1er octobre 2009, apportant des modifications substantielles non négligeables au système de brevet chinois. Cette révision fut complétée de régulations ayant pris effet le 1er février 2010.
Considérant l'aspect judiciaire ainsi que l'invalidation, la nouvelle réforme respecte le principe de non rétroactivité de la loi. Le principe de nouveauté absolue, par exemple, ne s'appliquera que pour les demandes de dépôt effectuées après le 1er octobre 2009. En ce qui concerne l'exploitation des brevets, les dispositions concernant la propriété collective s'appliqueront à tout acte d'exploitation effectué à partir du 1er octobre 2009, peu important la date du dépôt. De même concernant les atteintes aux brevets, tout acte entamé ou continué à partir du 1er octobre 2009 sera soumis à la nouvelle loi. 

## Droit positif
Concernant la propriété intellectuelle de manière générale, la Chine est membre de la Convention de Paris pour la protection de la propriété intellectuelle, ainsi que de l'Organisation Mondiale de la Propriété Intellectuelle. De ce fait, il existe de nombreuses similarités entre les droits des brevets des États membres. On retrouvera donc les mêmes principes fondateurs entre le droit français et le droit chinois. 
Il existe trois types de brevets en Chine : 
- invention : le brevet d'invention est le plus courant ainsi que le plus important, disposant d'une protection forte ;
- modèle d'utilité ("Utility models") : ce brevet est accordé aux modèles. Très proche du brevet d'invention il est d'une force moindre car plus facile d'obtention ;
- dessin ("Design") : le troisième type est composé des dessins et designs.

Les brevets d'invention ainsi que les modèles concernent des inventions dans le domaine de la technique. Les inventions sont substantielles et importantes dans le premier cas, alors que les modèles d'utilité ne sont généralement réservés qu'à des avancées techniques mineures. Les brevets de design concernent quant à eux des innovations dans le domaine du stylisme. 
Le droit des brevets en Chine revêt une importance considérable dans le domaine entrepreneurial. Il est absolument crucial de déposer des demandes de brevet pour chacune des innovations de son entreprise, cela même sans perspective immédiate de distribution et de commercialisation sur le marché chinois. En effet, en l'absence de brevet déposé en Chine, toute imitation de la nouvelle technologie sera parfaitement légale. Ainsi, une stratégie de brevet est tout aussi importante en Chine que dans n'importe quel pays occidental. 

## Accession à la protection
Les conditions requises à l'obtention d'un brevet sont très similaires aux conditions européennes et conséquemment aux conditions du droit français. 

### Brevet d'invention et modèles
Le brevet d'invention est délivré à tout inventeur présentant une invention enrichissant l'état de la technique. La doctrine française considère une invention comme une solution technique apportée à un problème technique. Il en est exactement de même en droit chinois. Le brevet d'invention sera accordé à toute nouvelle solution technique liée à un produit, un processus ou un progrès. 
Le brevet d'utilité sera délivré pour les modèles, c'est-à-dire toute solution technique liée à la forme, à une structure, à la combinaison des deux, à un produit.
Dans les deux cas, les inventions ou modèles devront satisfaire un critère de nouveauté, d'inventivité et d'applicabilité industrielle.

#### Domaines exclus de la brevetabilité
Les brevets d'invention et modèles sont exclus concernant certains domaines de la technique, notamment :
- les découvertes scientifiques ;
- les règles et méthodes intellectuelles ;
- les nouvelles variétés de plantes ou nouvelles races animales (n'incluant pas le processus d'élevage de ces plantes et animaux) ;
- les méthodes diagnostiques, thérapeutiques et chirurgicales de traitement des maladies humaines et animales ;
- les substances obtenues par voie de transformation nucléaire ;
- tout objet allant à l'encontre de "l'ordre public, de la morale ou de la santé publique" ;
- tout "objet dont la forme ou le design est identique ou similaire au drapeau du Parti, au drapeau national ou militaire, à l'emblème national ou à la médaille du gouvernement".

#### Caractère industriel
Pour pouvoir être breveté, une invention ou un modèle doit être susceptible d'application industrielle. Cela doit être une solution technique apportée à un problème technique utilisant des moyens techniques susceptibles de répétition. Autrement dit, l'invention doit avoir un caractère concret et être destinée à l'industrie. La législation chinoise sur les brevets dispose que "l'usage pratique signifie que ladite invention ou ledit modèle peuvent servir à des fins de production, ou être utilisés, et sont susceptibles d'engendrer des effets positifs".

#### Nouveauté
En droit français, une invention est nouvelle si elle n'est pas comprise dans l'état de la technique. Le droit chinois parle lui de nouveauté par rapport à une "technologie existante" ou de "prior art", qui est une notion comparable. 
Toute antériorité dans l'état de la technique sera destructrice de nouveauté. En Chine, cela comprend également toutes les demandes de dépôt de brevet effectuées, mais non encore publiées (identiquement au système français). Mais l'important apport de la réforme de 2009 est celui dit de la nouveauté absolue. L'état de la technique comprend désormais toute technologie connues du grand public en Chine et à l'étranger.
Dans cette optique, il est donc nécessaire en cas de dépôt antérieur du brevet dans un autre État de faire preuve de célérité si un dépôt en Chine est souhaité. Selon la Convention d'Union de Paris, en cas de dépôt antérieur d'une demande de brevet en France par exemple, le déposant dispose d'un délai de douze mois (délai de priorité) pour déposer sa demande de brevet en Chine. Au-delà, le brevet ne pourra être accordé en Chine car ne remplissant plus la condition de nouveauté absolue.

#### Inventivité
L'invention ou le modèle doivent enrichir l'état de la technique. En droit français, l'invention impliquera une activité inventive si "pour un homme du métier elle ne découle pas de manière évidente de l'état de la technique".
En droit chinois, le caractère inventif diffère selon qu'il s'agit d'un brevet d'invention ou d'un modèle d'utilité. L'inventivité dans le premier cas signifie que l'invention "a des caractéristiques essentielles propres prééminentes et représente un progrès notable". Pour les modèles, l'inventivité signifie que le modèle doit avoir des "caractéristiques essentielles et représenter un progrès". Les exigences sont donc plus élevées en matière de brevet, ce qui rend les modèles d'utilité plus facile d'accès. 
On retrouve ici une différence d'avec le droit français, dans lequel l'"homme du métier" est un personnage abstrait, technicien moyen possédant les connaissances et les aptitudes générales normales dans le secteur considéré et se distinguant de l'inventeur, se bornant à faire des opérations d'exécution courantes. Le droit chinois dispose uniquement que l'invention doit représenter une avancée par rapport à la technologie et à la technique existantes. Le caractère d'inventivité est donc laissé à l'appréciation des tribunaux sans référent "objectif" abstrait.

### Dessins
Le brevet de design est réservé aux dessins et designs originaux relatifs à la forme, au motif, à la couleur (ou à la combinaison de ces éléments) d'un objet. On retrouvera toujours le caractère de la nouveauté, avec cependant une différence concernant la créativité du dessin venant remplacer le caractère inventif de l'invention.

#### Domaines exclus de la brevetabilité
Identiquement aux inventions et modèles, certains dessins ou designs ne sont pas susceptibles d'être protégés par un brevet. Il s'agit des designs en deux dimensions utilisant des motifs, ou couleurs (ou leur combinaison), ainsi que toute impression bidimensionnelle. Étant donné le manque de clarté du texte, il reste difficile de déterminer les dessins et designs tombant dans cette exception. L'interprétation courante faite du texte peut être résumée ainsi : si le design est susceptible de protection en Chine au travers du droit des marques en tant que marque bidimensionnelle, il sera conséquemment considéré comme non brevetable

#### Nouveauté
Dans un but de brevetabilité, l'objet du dessin ou design doit être nouveau par rapport à cette fameuse notion de "prior art". Est disposé que l'objet du dépôt ne doit pas être un dessin ou design existant.
Encore, la nouveauté en droit chinois doit être absolue depuis la réforme de 2009. Un dessin ou design préalablement existant et connu du public en Chine ou à l'étranger serait destructeur de nouveauté, tout comme une demande de design déposée mais non encore publiée. 

#### "Créativité"
Le dessin ou design devra satisfaire à cette condition en étant "distinctement et substantiellement différent de tout dessin ou design préexistant ou de toute combinaison d'éléments caractéristiques de designs préexistants".

#### Absence de conflit avec d'autres droits de propriété intellectuelle
L'obtention du brevet concernant le dessin ou design ne pourra être autorisée que si celui-ci n'entre pas en conflit avec tout autre droit (en particulier d'auteur ou de marque) acquis par toute personne antérieurement à la date de la demande de dépôt. 

### Durée de protection
Le droit de brevet est effectif dès la date de publication dans la Gazette. Les durées diffèrent selon qu'il s'agit d'une invention, ou d'un modèle d'utilité et d'un dessin :
- les inventions sont protégées pour une durée de 20 ans à partir de la date de dépôt de la demande ;
- les modèles d'utilité sont protégés pour une durée de 10 ans à partir de la date de dépôt de la demande ;
- les dessins et designs sont protégés pour une durée de 10 ans à partir de la date de dépôt de la demande.

Concernant la durée moyenne d'application et d'enregistrement, elle s'étend de 3 à 5 ans pour un brevet d'invention et est d'un an concernant les modèles d'utilité et dessins. 

## Procédure de délivrance

### Demande de dépôt de brevet
Le système chinois de dépôt de brevet est celui du premier déposant. Il existe plusieurs voies de déposer une demande en Chine afin d'y obtenir un brevet.

#### Application nationale en Chine
Pour obtenir un brevet, l'inventeur ou son employeur doivent effectuer une application de demande de brevet chinois. Un brevet étranger n'a aucun effet en Chine et inversement. La demande doit être effectuée antérieurement à toute révélation de l'invention au public par des moyens de marketing ou de vente. 
Examen de confidentialité : un tel examen sera nécessaire si deux conditions sont présentes. Lorsqu'une invention est "complétée" en Chine, dans l'occurrence où une entreprise y possèderait son centre de recherche et développement par exemple, et que cette invention met en jeu la sécurité nationale ou des intérêts étatique majeurs, un examen de confidentialité est nécessaire avant qu'une demande de brevet à l'étranger ne puisse être déposée. Si cette exigence n'était pas satisfaite, il en résulterait une impossibilité de faire breveter l'invention en Chine. 
Selon l'article 8 du Règlement d'Application de la Loi sur les Brevets, une invention est dite "complétée" en Chine si la partie substantielle de la solution technique est complétée en Chine. Cette disposition ne peut être éviter par le déplacement à l'étranger du stage de développement final de l'invention.
En cas d'absence de réponse du Bureau de Propriété Intellectuelle sous 4 mois, l'appliquant pourra effectuer une demande de dépôt à l'étranger sans autre autorisation.
Les entreprises ne possédant pas d'établissement stable en Chine devront solliciter les services d'un avocat chinois spécialisé afin de prendre en charge l'application. Il est important de noter que la qualité de l'avocat et conséquemment la qualité de l'application seront déterminantes quant à la valeur et l'étendue de la protection.
La demande nationale en Chine doit être effectuée en chinois et constitue le fondement ainsi que les limites de la protection. La traduction de la demande en langue chinoise pour une entreprise étrangère devra impérativement être effectuée méticuleusement.

#### Application subséquente en Chine en invoquant le délai de priorité
Une alternative à la demande de dépôt en Chine est le dépôt d'une première demande dans un autre État (membre de la Convention de Paris) pour ensuite déposer l'application chinoise sous 12 mois (6 mois pour les dessins et designs) en invoquant la date de priorité de la première demande.
La date de priorité est la date de la première demande de dépôt de la même invention. Cette priorité peut être invoquée dans toute demande subséquente de brevet dans un autre État dans le délai de 12 ou 6 mois. La priorité permet donc de protéger la nouveauté et l'inventivité de l'invention lors de l'examen des demandes subséquentes dans tous les États où elles auront été déposées. La priorité devra être demandée dans une requête écrite adressée dans le même temps que l'application pour le dépôt en Chine. L'appliquant aura ensuite 3 mois pour déposer des copies des documents officiels de la première demande de brevet.

#### Application PCT ("Patent Cooperation Treaty",Traité de coopération sur les brevets)
Une troisième éventualité reste la demande de dépôt de brevet sous le Traité de Coopération sur les Brevets, la Chine y étant partie. Une telle demande peut être effectuée auprès de l'Office Européen des Brevets ainsi qu'après de n'importe quel bureau national au sein de l'Union Européenne. L'appliquant dispose ensuite d'un délai de 30 mois pour effectuer sa demande auprès du Bureau national chinois,. Le délai offert est donc significativement plus important. 
La demande PCT apporte l'avantage pour les entreprises étrangères d'être rédigée en langue anglaise. Cet original fera foi durant la période d'examen de la demande en Chine. Les erreurs de traduction pendant la préparation ne sont donc pas aussi déterminantes que si l'application était directement déposée en Chine. 
Dans toutes les occurrences, la version publiée en langue chinoise fera foi pour le brevet accordé en Chine et déterminera le spectre de protection. 

### Examen de la demande et procédure de délivrance du brevet
Le Bureau des brevets, dépendant du Bureau National Chinois de la Propriété Intellectuelle, reçoit et examine les demandes de brevet. Le Conseil de Réexamen des Brevets (deuxième organe du Bureau National) s'occupe de la gestion des requêtes en réexamen, qui sont les appels après réjection de la demande par le Bureau des brevets, et des requêtes en annulation.

#### Procédure d'examen des brevets d'invention
Cette procédure s'effectue en deux étapes. 

##### Examen préliminaire[24]
La demande de brevet doit être déposée au Bureau des brevets, au siège du Bureau National. Lorsque la demande est reçue et apparaît être en conformité avec la Loi sur les brevets, le Bureau publiera l'application dans un délai de 18 mois après la date la plus antérieure entre celle du dépôt de la demande et celle de priorité. Sur requête de l'appliquant, le Bureau des brevets pourra publier l'application dans un délai plus court.

##### Examen substantif[26]
L'appliquant d'une demande de brevet doit ensuite effectuer une requête en examen substantif dans un délai de 3 années suivant la date la plus antérieure entre celle du dépôt de la demande ou celle de priorité. Lors de cet examen sera déterminée la brevetabilité de l'invention. De ce fait, l'appliquant devra avoir produit les documents nécessaires relatifs à l'invention avant la date de dépôt de la demande. Lorsqu'une demande de brevet a déjà été effectuée à l'étranger, l'appliquant devra fournir les documents ou résultats relatifs à cette demande antérieure. Lorsque la requête en examen substantif fait défaut à l'expiration du délai de 3 années, la demande sera considérée comme retirée. 

#### Procédure d'examen des brevets de modèles d'utilité
Concernant les modèles, il n'existe pas d'examen substantif. Le Bureau des brevets se contente de conduire un examen formel en s'attardant par exemple sur l'unité, le contenu des documents de la demande, la qualité de l'appliquant, le droit de priorité, etc. Si aucune cause de rejet n'est découverte, le Bureau des Brevets délivre un certificat de brevet d'une période de validité de 10 années à partir de la date de dépôt de la demande. 
Lorsqu'une protection rapide est nécessaire, il peut être intéressant de déposer une demande de brevet d'invention ainsi que de brevet de modèle d'utilité simultanément pour ensuite abandonner le brevet de modèle une fois celui d'invention délivré. Une déclaration de demande parallèle devra être jointe à chaque demande.

#### Procédure d'examen des brevets de dessins et designs
De la même manière que pour les modèles, le Bureau des Brevets effectue simplement un examen formel. L'appliquant devra avoir fourni des dessins et photographies du design ainsi qu'une brève description permet de déterminer le spectre de protection. Un certificat de brevet est délivré une fois la demande validée pour une durée de 10 années à partir du dépôt de la demande. 
Une demande de dépôt d'un brevet de design ne doit en temps normal ne contenir qu'un design. Il est cependant possible de déposer un brevet pour plusieurs dessins ou designs lorsqu'ils sont similaires et relatifs à un seul produit, ou lorsqu'ils sont incorporés dans des produits appartenant à la même classe, vendus et utilisés en sets. 

#### Documents nécessaires à la demande
Les documents nécessaires à la demande sont généralement une requête écrite avec le nom de l'invention, du modèle ou du design, le nom et l'adresse de l'appliquant ; une description écrite de l'objet soumis à la brevetabilité, assez précise pour qu'un homme du métier puisse en comprendre l'application industrielle, avec des photos et dessins ; les revendications écrites précisant le spectre précis de protection souhaitée, etc.

### Requête en invalidation[33]
Toute personne morale ou physique est susceptible de déposer une requête en annulation auprès du Conseil de Réexamen des Brevets dans l'objectif de faire invalider le brevet. Il ne sera pas nécessaire que cette personne soit intéressée à l'annulation. De manière générale, il n'existe pas non plus de limite temporelle pour déposer une telle requête car il n'existe pas de procédure d'opposition en Chine contrairement au système européen. 
Le requérant pourra arguer sur plusieurs fondements d'invalidation.

#### Invalidation d'un brevet d'invention ou de modèle d'utilité
- L'objet déposé n'est ni nouveau ni inventif par rapport à l'état de la technique.
- L'objet déposé n'est pas susceptible d'application industrielle.
- L'invention porte sur un domaine exclu de la brevetabilité.
- L'objet déposé va à l'encontre des lois de la République Populaire de Chine, de la morale sociale ou de l'intérêt public.
- Un brevet a déjà été délivré pour une invention identique ou similaire déposée antérieurement.
- Les revendications ne sont pas suffisamment claires ni concises, ou la description ne permet pas une exposition claire et complète de l'invention.
- Le spectre des revendications n'est pas supporté par la description, ou la modification s'étend au-delà de la demande originale.

#### Invalidation d'un brevet de design
- Le design déposé n'est pas nouveau et/ou n'est pas différent d'une antériorité ou de la combinaison de caractéristiques d'antériorités de manière évidente.
- Une demande déposée antérieurement (mais publiée postérieurement à la seconde demande) concerne un design identique.
- L'objet du brevet de design entre en conflit avec un droit de propriété intellectuelle antérieur détenu par toute autre personne (cela incluant les droits d'auteur et de marque).
- L'objet du brevet n'est pas relatif à la force, au motif, ou à la couleur (ou à la combinaison de ces éléments) d'un article.
- L'objet du brevet est relatif à un design de motifs ou de couleurs bidimensionnels ou à une impression bidimensionnelle servant principalement d'indication d'origine.

### Requête en réexamen
Dans une occurrence de rejet de la demande par le Bureau des Brevets, l'appliquant a la possibilité de déposer une requête en réexamen devant le Conseil de Réexamen des Brevets. Cette requête devra être déposée dans les 3 mois suivant la date de réception de la décision du Bureau. 
La décision du Conseil de Réexamen pourra faire l'objet d'un appel interjeté devant la Première Cour Intermédiaire de Pékin dans un délai de 3 mois. Un autre appel pourra ensuite être interjeté devant la Haute Cour Populaire de Pékin dans les 15 jours. Dans des cas très exceptionnels, un nouveau jugement pourra avoir lieu devant la Cour Suprême Populaire. 

## Contrefaçon

### Actes constitutifs de contrefaçon
Sans l'autorisation du titulaire du droit exclusif qu'est le brevet, cela s'appliquant aux inventions, modèles ainsi qu'aux dessins et designs, aucune entité morale ni personne physique ne peut théoriquement exploiter le brevet, c'est-à-dire :
- fabriquer, utiliser, offrir à la vente, vendre ou importer le produit breveté, ou
- utiliser le processus breveté, ou
- utiliser, offrir à la vente, vendre ou importer le produit directement obtenu du processus breveté à des fins de production ou commerciales.

### Moyens de défense à disposition du contrefacteur supposé
Le contrefacteur supposé pourra arguer :
- de l'usage privé (non commercial) ;
- de l'appartenance de l'invention à l'état antérieur de la technique ou du design ;
- de l'usage à des fins de recherche scientifique et d'expérimentation ;
- de sa bonne foi s'il est en mesure de prouver son obtention du produit de par une "source légitime" ;
- du dépassement du délai de 2 années dont dispose le titulaire du droit exclusif pour agir en contrefaçon à partir du jour où il a eu connaissance ou aurait dû avoir connaissance de l'existence d'une telle contrefaçon.

## Sources
- Loi de la République Populaire de Chine sur les Brevets : http://www.sipo.gov.cn/sipo_English/laws/lawsregulations/201101/t20110119_566244.html
- Règlement d'Application de la Loi sur les Brevets : http://www.sipo.gov.cn/sipo_English/laws/lawsregulations/200804/t20080416_380326.html
- Code de la propriété intellectuelle
- Traité de coopération sur les brevets
- Site du Bureau National de la République Populaire de Chine sur la Propriété Intellectuelle : http://www.sipo.gov.cn/sipo_English/index.html
- Emmanuel Meril, Chine, juridique, fiscal, social, Francis Lefebvre, coll. "Dossier Internationaux", 2007, 2e éd.,  (ISBN 978-2-85115-713-3)
- Frédéric Pollaud-Dulian, Droit de la propriété industrielle, Paris, Economica, coll. "Corpus Droit Privé", octobre 2010,  (ISBN 2-7178-5952-7)
- IP-IN-CHINA Blog : http://baudryandpartners.com/blog/
- PI-EN-CHINE : http://www.pi-en-chine.com/